# Normcore

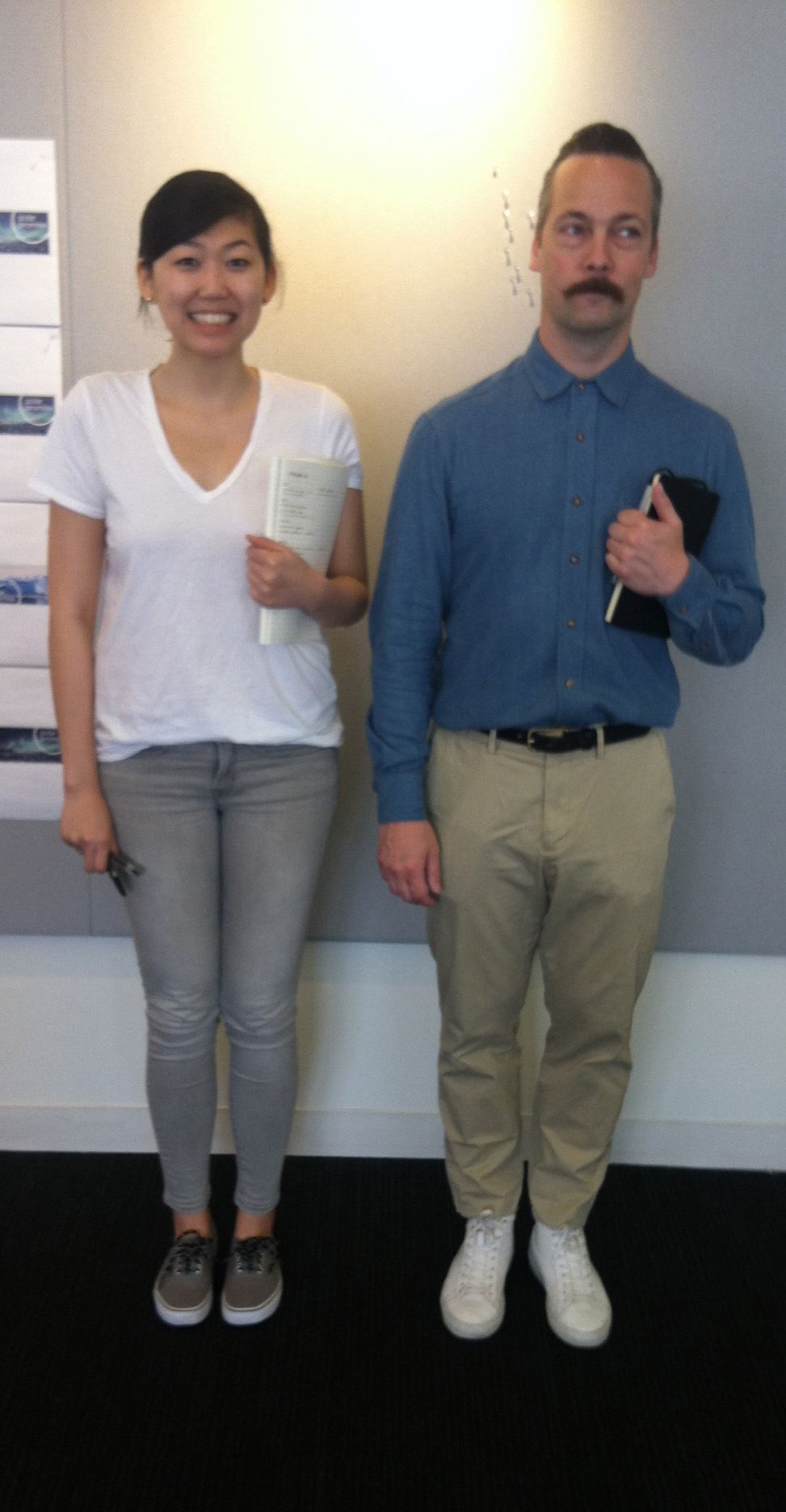
Kanske normcore

Normcore är ett unisexmode och ett anti-mode som beskrivs "en stil där syftet snarare är att passa in än att sticka ut." eller "ultrakonformistisk"

## Etymologi
Ordet är ett engelskt teleskopord av "Normal" och "Hardcore", känt i USA åtminstone sedan 2009. Det ingår i svenska språkrådets nyordslista 2014.

## Klädstil
Ofta nämnda förebilder är Seinfeld eller andra "vita medelålders män". Klädvalet anpassas dock till det genomsnittliga på orten där man befinner sig. Vanliga element är lite stora t-shirts, mönstrade skjortor, raka och korta jeans eller chinos, fleecejackor, tubsockor och skor med gummisula. Blusar och slipsar förekommer knappast. Färgerna har mycket svarthet: grått, brunt, mörkblått.

## Interpretation och kritik
Trenden har bedömts på olika sätt:
- Respit från kraven på att odla en originell stil.[1]
- Protest mot de snabbt växlande modetrenderna.[5]
- Att nedlåta sig till att bära attribut man i själva verket ser ner på ..för att det alltid livar upp att klä ut sig.[7]
- Tecken på intresse för den alldeles ”vanliga”, vita, heterosexuella, familjebildande medelklassmannen.[8]